# Litsea
Genre
Classification phylogénétique
Litsea, ou les Litsées (n. fém.), est un genre de plantes à fleurs de la famille des Lauraceae comptant plus de 200 espèces d'arbres et arbustes originaires d'Amérique, d'Asie et d'Océanie. La Chine compte 70 espèces de Litsea.

## Description
- Arbres et arbustes à feuilles persistantes, alternes, rarement opposées.
- Fleurs unisexuées[2].

## Principales espèces
- Litsea accedens
- Litsea acutivena
- Litsea calicaris
- Litsea caulocarpa
- Litsea collina
- Litsea coreana
- Litsea costalis
- Litsea cubeba (sambal)
- Litsea dilleniifolia
- Litsea diversifolia
- Litsea elongata
- Litsea erectinervia
- Litsea fenestrata
- Litsea ferruginea
- Litsea firma
- Litsea garciae
- Litsea garrettii
- Litsea glaucescens
- Litsea globosa
- Litsea globularia
- Litsea glutinosa
- Litsea grandis
- Litsea hypophaea
- Litsea japonica
- Litsea kingii
- Litsea krukovii
- Litsea lancifolia
- Litsea liyuyingi
- Litsea longistaminata
- Litsea machilifolia
- Litsea maingayi
- Litsea mappacea
- Litsea monopetala
- Litsea noronhae
- Litsea ochracea
- Litsea panamanja
- Litsea resinosa
- Litsea rubescens
- Litsea rubicunda
- Litsea salicifolia
- Litsea sarawacensis
- Litsea sericea
- Litsea timoriana
- Litsea tomentosa
- Litsea umbellata
- Litsea variabilis
- Litsea yaoshanensis

## Utilisation
Certaines espèces de Litsées comme Litsea citrata fournissent des huiles essentielles.